# Гальперин, Вадим Максович
Вадим Максович Гальперин (17 марта 1933, Ленинград — 14 сентября 1999, Санкт-Петербург, Россия) — российский экономист, доктор экономических наук (1983).

## Биография
В 1953—1956 годах учился в Ленинградском институте холодильной промышленности, но оставил его, разочаровавшись в профиле этого вуза. Окончил заочно Ленинградский финансово-экономический институт (1962), учился у Л. М. Кантора.
Работал (с 1968) в Ленинградской лаборатории НИИ по ценообразованию (заведующий с 1983 по 1994).
В 1988 года в качестве профессора-совместителя начал преподавательскую работу на кафедре ценообразования Ленинградского финансово-экономического института. В это время там начал читаться курс микроэкономического анализа под названием «Ценообразование». В 1988 году вышло ротапринтное пособие «Цены и ценообразование в СССР», одним из авторов которого стал Гальперин. Пособие охватывало четыре темы стандартного курса микроэкономики промежуточного уровня. Гальперин самостоятельно освоил микроэкономику, в течение полутора десятилетий изучая зарубежную литературу в спецхране Публичной библиотеки. 
Входил в редакционный совет журнала «Экономическая школа». Профессор ГУ ВШЭ (1994—1996) и Европейского университета (1996—1999; Санкт-Петербург).

## Основные произведения
- Рентабельность производства, и вопросы совершенствования ценообразования в машиностроении, 1966.
- Эффективность и цены новой техники // Вопросы экономики. 1977;
- Об одном представлении области потребительского выбора // Экономика и математические методы. 1986. Т. 22. Вып. 2.
- Экономикс, сиречь наука экономическая // Экономическая школа. — 1992. — Вып. 2.
- Микроэкономика Архивная копия от 2 ноября 2008 на Wayback Machine: в 2 тт. — СПб.: Экономическая школа, 1998 (в соавторстве с С. М. Игнатьевым и В. И. Моргуновым).
- 50 лекций по микроэкономике Архивная копия от 11 декабря 2008 на Wayback Machine: в 2 тт. — СПб.: Экономическая школа, 2000.